# كالفين كيز
كالفين كيز (بالإنجليزية: Calvin Keys)‏ هو عازف جاز أمريكي، ولد في 1943 في أوماها في الولايات المتحدة.

## وصلات خارجية
- كالفين كيز على موقع IMDb (الإنجليزية)
- كالفين كيز على موقع ميوزك برينز (الإنجليزية)
- كالفين كيز على موقع ديسكوغز (الإنجليزية)